# 太浮镇
太浮镇，是中华人民共和国湖南省常德市临澧县下辖的一个乡镇级行政单位。

## 行政区划
太浮镇下辖以下地区：
衍嗣庵社区、采茶村、四方村、郭家村、八仙村、兴隆桥村、舒家村、南阳村、同心堰村、龙潭村、雷水岗村、王化村、保丰村、双福村、民福村、古池村、高公村、永祥村和六合村。